# 9월 16일
9월 16일은 그레고리력으로 259번째(윤년일 경우 260번째) 날에 해당한다.

## 사건
- 1810년 - 멕시코, 스페인으로부터 독립.
- 1846년 - 조선 최초의 가톨릭 사제인 김대건이 새남터에서 처형되다.
- 1920년 - 미국 월 스트리트 J.P. Morgan Inc. 본사 앞에서 폭탄테러가 발생하다
- 1941년 - 일제강점기: 조선 총독부, 중등이상의 학교 남녀학생들에게 학교총결대 결성 지시
- 1945년
  - 소련 정치국, 한반도 38선 이북 군정실시 공포.
  - 민족주의 보수세력으로 구성된 한국민주당(한민당) 창당
- 1950년 - 한국 전쟁: 대한민국 국군과 유엔군, 낙동강 전선서 조선민주주의인민공화국 조선인민군에 총반격 시작
- 1961년 - 미국, 네바다주에서 두 번째 지하핵실험 실시
- 1963년 - 말라야 연방, 사라왁, 북보르네오, 싱가포르가 뭉쳐 말레이시아를 만들다.
- 1974년 - 조선민주주의인민공화국, 국제원자력기구(IAEA) 가입
- 1975년
  - 모잠비크, 상투메 프린시페, 카보베르데, 유엔 가입
  - 파푸아뉴기니가 독립했다.
- 1978년 - 이란서 대지진 발생, 1만 5천여 명 사망
- 1980년 - 세인트빈센트 그레나딘, 유엔 가입
- 1986년 - 대한민국 정부, 제6차 경제사회발전 5개년 계획 발표
- 1992년 - 영국, 검은 수요일 사건 발생
- 1999년 - 대한민국, 동티모르 파병 결정
- 2002년 - 대한민국 국방부, 남북 비무장지대(DMZ) 군 핫라인 개통에 합의. (24일부터 개통)
- 2003년 - 일본, 신칸센 100계가 히카리 309호 운행을 끝으로 도카이도신칸센에서 은퇴.
- 2007년
  - 학력 위조 등의 의혹을 받고 있는 신정아 前 동국대학교 교수가 자진 귀국하여 곧장 검찰에 연행되었다.
  - 태풍 나리가 한반도를 지나면서 제주도를 비롯한 전라도, 경상도 지역에 많은 피해가 발생했다.
  - 푸켓에서 여객기가 착륙도중 추락하는 사고가 발생했다.
- 2020년 - 일본의 자유민주당 총재이자 내각관방장관인 스가 요시히데가 총리로 취임하였다.

## 문화
- 1620년 - 101명의 영국 청교도 태운 메이플라워 호, 플리머스 항 출항.
- 1908년 - 미국 자동차 회사 제너럴 모터스(GM) 창립
- 1980년 - 금성사(현 LG전자), 대한민국에서 처음으로 태국과 TV생산기술 수출계약 체결.
- 1983년 - 서울 지하철 2호선 을지로 ~ 성수역 구간 개통.
- 1992년 - 일본의 가수 아무로 나미에가 데뷔.
- 2002년 - 대한민국의 시민방송 등의 디지털위성방송 스카이라이프 개국.
- 2003년 - 일본, 신칸센 100계 전동차가 도쿄발 신오사카행 히카리 309호를 마지막으로 도카이도 신칸센에서 완전히 은퇴하다.
- 2011년 -
  - 아이돌 그룹 B1A4 미니 2집 It B1A4 발매.
  - 부산-김해경전철이 개통하였다.
- 2014년 - SM엔터테인먼트 소속 소녀시대-태티서, 두번째 미니앨범 'Holler' 발매.

## 탄생
- 1386년 - 잉글랜드의 왕 헨리 5세. (~1422년)
- 1507년 - 중국 명나라의 제11대 황제 가정제. (~1567년)
- 1745년 - 러시아의 장군 미하일 쿠투조프. (~1813년)
- 1782년 - 청나라의 제8대 황제 도광제. (~1850년)
- 1859년 - 중화민국의 군인, 정치인 위안스카이. (~1916년)
- 1862년 - 대한민국 독립 운동 공적을 인정받은 미국 정치인 겸 외교관 셀던 파머 스펜서. (~1925년)
- 1887년 - 프랑스의 작곡가 나디아 불랑제. (~1979년)
- 1888년 - 핀란드의 소설가 프란스 에밀 실란패. (~1964년)
- 1891년 - 독일의 해군 제독 카를 되니츠. (~1980년)
- 1896년 - 캐나다의 여성 장수자이며 前 트뤼도 행정부 예하 별정행정관 마거릿 피츠제럴드. (~2009년)
- 1901년 - 프랑스의 피겨스케이팅 선수 앙드레 브뤼네. (~1993년)
- 1902년 - 핀란드의 스키 선수 벨리 사리넨. (~1969년)
- 1915년 - 대한민국의 아동문학가 강소천. (~1963년)
- 1919년 - 대한민국의 시인 구상. (~2004년)
- 1922년 - 미국의 배우 재니스 페이지. (~2024년)
- 1923년 - 싱가포르의 초대 총리 리콴유. (~2015년)
- 1924년 - 미국의 배우 로런 버콜. (~2014년)
- 1925년 - 미국의 음악인 B.B. 킹. (~2015년)
- 1929년 - 브라질의 수학자, 철학자 니우통 다 코스타. (~2024년)
- 1934년 - 아일랜드의 포크 가수 로니 드루. (~2008년)
- 1935년 - 아르헨티나계 독일인의 작가 에스터 빌라.
- 1937년 - 소련의 레슬링 선수 알렉산드르 메드베디. (~2024년)
- 1938년 - 대한민국의 언론인, 정치인 최병렬. (~2022년)
- 1950년 - 대한민국의 성우 손정아.
- 1952년
  - 미국의 배우 미키 루크.
  - 대한민국의 배우 손희순.
- 1955년 - 미국의 전 야구 선수 로빈 욘트.
- 1956년
  - 대한민국의 외교관, 정치인 박진.
  - 일본의 프로레슬링 선수 소노다 카즈하루. (~1987년)
- 1961년 - 오스트레일리아의 인류학자, 게이샤 피오나 그레이엄. (~2023년)
- 1962년 - 대한민국의 아나운서 서기철.
- 1963년
  - 대한민국의 씨름 겸 수필가, 방송인 이만기.
  - 룩셈부르크의 정치인 뤼크 프리덴.
  - 미국의 가수 리처드 막스.
- 1964년
  - 대한민국의 약사 출신 정치인 서영석.
  - 미국의 배우 몰리 섀넌.
- 1965년
  - 대한민국의 성우 김관진. (~2015년)
  - 독일의 축구 선수 카를하인츠 리들레.
- 1966년
  - 대한민국의 성우 정승욱.
  - 미국의 정치인 존 벨 에드워즈.
- 1968년
  - 스페인의 전 축구 선수 라파엘 알코르타.
  - 미국의 가수 겸 배우 마크 앤서니.
- 1970년
  - 대한민국의 정치인 김종인.
  - 러시아의 전 축구 선수 유리 니키포로프.
- 1971년
  - 미국의 희극인, 배우 에이미 폴러.
  - 대한민국의 성우 한신정.
- 1972년 - 대한민국의 희극인 김태균. (컬투)
- 1974년
  - 일본의 작곡가 고사키 사토루.
  - 대한민국의 배우 도기석.
- 1976년
  - 대한민국의 쇼트트랙선수 김소희.
  - 대한민국의 전 농구 선수 강혁.
- 1979년
  - 대한민국의 배우 박정언.
  - 대한민국의 배우 수애
  - 대한민국의 가수 이서현. (~2008년)
- 1980년 - 대한민국의 배우 허영란.
- 1981년
  - 대한민국의 배우 이진욱.
  - 대한민국의 前 야구 선수 송현우.
  - 중국의 배우 판빙빙.
  - 미국의 배우 알렉시스 블레델.
- 1982년 - 베네수엘라의 야구 선수 라몬 라미레스.
- 1983년
  - 대한민국의 배우 김성은.
  - 짐바브웨의 수영 선수 커스티 코번트리.
- 1984년 - 대한민국의 만화가, 작가, 작사가 닥터베르.
- 1985년
  - 대한민국의 기타리스트 박규희.
  - 미국의 전 야구 선수 맷 해리슨.
- 1986년
  - 대한민국의 배우 박지홍.
  - 대한민국의 아나운서 차예린.
  - 대한민국의 야구 선수 여건욱.
  - 대한민국의 희극인 현정.
  - 대한민국의 스타크래프트 프로게이머 박경수.
- 1987년
  - 대한민국의 가수 정수환.
  - 대한민국의 축구 선수 이성재.
  - 북아일랜드의 축구 선수 카일 래퍼티.
- 1988년 - 대한민국의 가수 나오.
- 1989년
  - 대한민국의 펜싱 선수 황선아.
  - 베네수엘라의 축구 선수 살로몬 론돈.
  - 미국의 야구 선수 로비 그로스만.
  - 일본의 축구 선수 아오키 다쿠야.
- 1990년
  - 대한민국의 야구 선수 김재윤.
  - 대한민국의 가수 세리 (달샤벳).
- 1991년
  - 대한민국의 축구 선수 고영표.
  - 대한민국의 바둑 기사 안성준.
- 1992년
  - 미국의 가수, 배우 닉 조너스 (조너스 브라더스).
  - 대한민국의 전 스타크래프트 프로게이머 김성한.
  - 대한민국의 리그 오브 레전드 프로게이머 엑스페션.
  - 대한민국의 축구 선수 문선민.
  - 대한민국의 축구 선수 이인규.
- 1993년 - 대한민국의 배우 원태민.
- 1994년 - 대한민국의 축구 선수 최유리.
- 1995년 - 대한민국의 야구 선수 이재림.
- 1996년
  - 일본의 배우 요코하마 류세이.
  - 체코의 펜싱 선수 마르틴 루베시.
- 1997년 - 대한민국의 가수, 배우 김채원 (에이프릴).
- 1998년
  - 대한민국의 축구 선수 신재원.
  - 대한민국의 가수 민찬 (베리베리).
- 1999년
  - 대한민국의 배우 유아리.
  - 대한민국의 배구 선수 김지한.
- 2000년
  - 대한민국의 배우 윤가이.
  - 대한민국의 가수 Roon.
- 2001년
  - 대한민국의 야구 선수 소형준.
  - 일본의 축구 선수 가토 히지리.
- 2009년 - 대한민국의 아역배우 이로운.
- 2013년 - 대한민국의 아역 배우 홍제이.

## 사망
- 655년 - 제74대 로마의 교황 교황 마르티노 1세. (590년~)
- 1701년
  - 조선 제19대 국왕 숙종의 제 1계비 인현왕후. (1667년~)
  - 영국의 군주 제임스 2세. (1633년~)
- 1380년 - 프랑스 발루아 왕가의 3대 왕 샤를 5세. (1338년~)
- 1782년 - 이탈리아의 카스트라토 파리넬리. (1705년~)
- 1824년 - 프랑스 부르봉 왕가의 6대 왕 루이 18세. (1755년~)
- 1846년 - 조선의 가톨릭 신부 김대건. (1821년~)
- 1931년 - 리비아의 저항운동가 오마르 무크타르. (1862년~)
- 1932년 - 웨일스 출신의 할리우드 무명 배우 페그 엔트위슬. (1908년~)
- 1936년 - 일제강점기의 소설가, 시인 심훈. (1901년~)
- 1965년 - 대한민국의 작곡가 안익태. (1906년~)
- 1977년 - 미국의 소프라노 가수 마리아 칼라스. (1923년~)
- 1980년 - 스위스의 교육학자 장 피아제. (1896년~)
- 1983년 - 대한민국의 문학평론가 정인섭. (1905년~)
- 1987년 - 나치 독일의 군인 요하네스 뵐터. (1915년~)
- 1998년 - 대한민국의 청록파 시인 박두진. (1916년~)
- 2010년 - 프리드리히 빌헬름 폰 호엔촐레른 후작. (1924년~)
- 2016년
  - 이탈리아의 제10대 대통령 카를로 아첼리오 참피. (1920년~)
  - 미국의 극작가 에드워드 올비. (1928년~)
- 2020년
  - 러시아의 범죄인 막심 마르친케비치. (1984년~)
  - 중화민국의 배우 황훙성. (1983년~)
- 2021년
  - 대한민국의 정치인 정해걸. (1939년~)
  - 미국의 영화배우 제인 파웰. (1929년~)
- 2022년 - 이란의 경찰 구금 중 사망한 쿠르드 여성 마흐사 아미니. (1999년~)
- 2024년
  - 중국의 고위지도자 쑹빈빈. (1947년~)
  - 일본의 배구 선수 아라키다 유코. (1954년~)
  - 일본의 사진가 호소에 에이코. (1933년~)

## 기념일
- 추석 - 1997년 (9월 13일 ~ 9월 17일), 2035년, 2054년, 2073년, 2092년
- 청년의 날: 대한민국
- 독립기념일: 멕시코
- 독립기념일: 파푸아뉴기니
- 말레이시아 연방 설립일(Hari Malaysia or Malaysia Day)
- 세계 오존층 보호의 날

## 같이 보기
- 전날: 9월 15일 다음날: 9월 17일 - 전달: 8월 16일 다음달: 10월 16일
- 음력: 9월 16일
- 모두 보기